# (472984) 2015 HZ12
(472984) HZ12 es un asteroide perteneciente al cinturón de asteroides descubierto por Spacewatch el día 12 de enero de 2010 desde el Observatorio Nacional de Kitt Peak, Arizona, Estados Unidos

## Características orbitales
2015 HZ12 está situado a una distancia media de 2.6580816 ua, puede alejarse una distancia máxima de 2.945 ua y acercarse a una distancia máxima de 2.3709197 ua. Su excentricidad es de 0.1080.

## Características físicas
La magnitud absoluta de este asteroide es de 16.3.